# Cruzeiro do Sul (Acre)
Cruzeiro do Sul is een gemeente in de Braziliaanse deelstaat Acre. De gemeente telt 91.888 inwoners (schatting 2022).

## Geografie

### Aangrenzende gemeenten
De gemeente grenst aan  Mâncio Lima, Porto Walter, Rodrigues Alves, Tarauacá en Guajará (AM).

### Landsgrens
En met als landsgrens aan het district Callería in de provincie Coronel Portillo in de regio Ucayali met het buurland Peru.

### Hydrografie
Cruzeiro do Sul ligt aan de rivier de Juruá, een zijrivier van de Amazone. Andere rivieren in de gemeente zijn de Juruá Mirim, Lagoinha, Moa en Riozinho da Liberdade, allen een zijrivier van de Juruá.  

### Beschermde gebieden
Bosgebied
- Reserva Extrativista Riozinho da Liberdade

Inheemse gebieden
- Terra Indígena Campinas/Katukina
- Terra Indígena Jaminawa do Igarapé Preto

Nationaal park
- Parque Nacional da Serra do Divisor

## Verkeer en vervoer

### Wegen
De plaats is verbonden met de omliggende gemeente via de hoofdwegen BR-307 (zuid), BR-356 (west) en BR-364 (oost), en via de regionale weg AC-405 (west).

### Bus
Het busstation Terminal Rodoviário de Cruzeiro do Sul bevindt zich in het centrum.

### Luchtwegen
Cruzeiro do Sul beschikt over een internationale luchthaven Aeroporto Internacional de Cruzeiro do Sul, die ongeveer 10 km ten westen van de stad ligt.

## Geboren
- Gladson Cameli (1978), gouverneur van Acre